# White Lives Matter

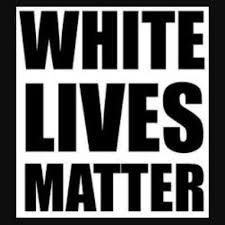
Логотип White Lives Matter

White Lives Matter (WLM,  Життя білих важливі) — це гасло, що з'явилося в 2015 році, у відповідь на рух за соціальну справедливість Black Lives Matter (BLM). Цей рух був сформований переважно кількома групами білого населення, включаючи Товариство арійського відродження та Традиціоналістичну робітничу партію. Рух організував кілька мітингів і демонстрацій по всій території Сполучених Штатів, зокрема в Каліфорнії, Теннессі, Техасі та Флориді. Він спрямований на боротьбу з расизмом проти білих людей і передбачуваними заявами про геноцид білих.
Фраза «WLM» також була активною у Сполученому Королівстві, хоча й з низькою явкою. 22 червня 2020 року, коли гравці з написом «Black Lives Matter» на своїх футболках замість імен ставали на коліна перед початком виїзного матчу ФК «Бернлі» проти «Манчестер Сіті», над стадіоном «Етіхад» пролетів літак із бортом банер «White Lives Matter Burnley». Цей інцидент широко засудили футбольні органи влади та учасники кампанії проти расизму, які назвали банер расистським і таким, що викликає розбіжності. Наступного місяця пілота та його дружину звільнили з роботи за расистські пости в соціальних мережах.
Пізніше в цьому місяці гасло «Життя білих важливі» було викарбувано на схилі пагорба парку в Бедворті, Англія. Поліція, яка розглядала це як злочин на расистській основі та злочин на ґрунті ненависті, знала про кадри в соціальних мережах, на яких зображено когось в одязі, «схожому на вбрання Ку-клукс-клану» на тому ж місці. У відповідь на використання фрази «Життя білих важливе» багато осіб і організацій у Великій Британії наголошують на необхідності сприяти інклюзивності та рівності для всіх людей, незалежно від їх раси, етнічного чи походження.

## Мітинг White Lives Matter

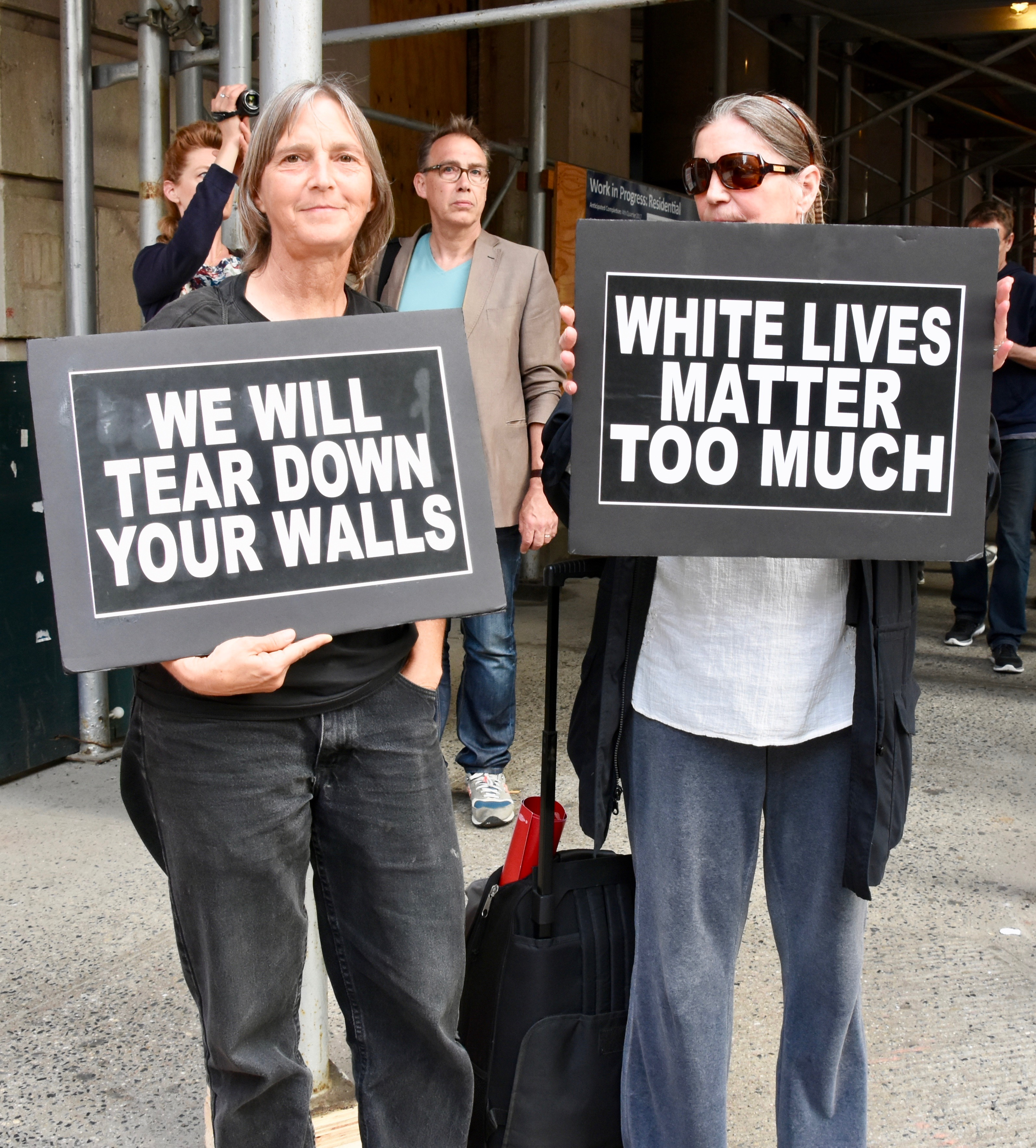
Мітинг White Lives Matter у Нью-Йорку, 1 травня 2017 року

У серпні 2017 року в місті Шарлотсвіль, штат Вірджинія, мав відбутися мітинг «Життя білих мають значення».  Мітинг став жорстоким із зіткненнями між прихильниками переваги білої раси та контрпротестувальниками. Жінка була вбита і десятки отримали поранення, коли прихильник переваги білої раси в'їхав на машині в натовп контрпротестувальників.  Відтоді використання фрази «Життя білих важливі» було широко засуджено як расистське та пов’язане з екстремістськими групами.  
Націоналістичний фронт був ключовим організатором мітингу White Lives Matter у Шелбівіллі та Мерфрісборо, штат Теннессі, 28 жовтня 2017 року   Групи-учасники включали: Націонал-соціалістичний рух (NSM), Traditionalist Worker Party (TWP), Ліга Півдня, Vanguard America, The Right Stuff і Anti-Communist Action .   Це був ключовий мітинг після мітингу Unite the Right у Шарлоттсвіллі, штат Вірджинія (11 і 12 серпня 2017 року). Лідери груп заявили, що мітинг спрямований на вирішення «триваючої проблеми розселення біженців у Середньому Теннессі», нездатність побудувати стіну на кордоні між Сполученими Штатами та Мексикою, вилучення Судану зі списку країн, у які Трамп заборонив в’їзд, боротьбу. Проти закону DREAM Act, а також розстрілу суданського жителя Еммануеля Семпсона в каплиці Бернетт. 
Мітинг у Шелбівілі відбувся за розкладом, у ньому взяли участь близько 100 прихильників White Lives Matter і близько 200 учасників протесту. Пообідній захід у Мерфрісборо був скасований організаторами; За оцінками влади, в антирасистському марші та контрпротесті взяли участь від 800 до 1000 осіб. Крім того, місцеві громадські та релігійні активісти організували виїзний мітинг під назвою «Мерфрісборо любить». Сотні людей взяли участь у заході на підтримку біженців і меншин.

## White Lives Matter у 2021 році
У 2021 році відбулася чергова серія загальнонаціональних акцій «Життя білих важливі». Особливо в Ралі, Північна Кароліна, Хантінгтон-Біч, Каліфорнія, Філадельфія, місто Нью-Йорк, Альбукерке, Нью-Мексико, і Форт-Ворт, Техас. Усі ці мітинги мали невелику присутність ультраправих і мали тисячі контрпротестувальників. У квітні 2021 року мітинг у Хантінгтон-Біч, Каліфорнія, організований групою під назвою «White Lives Matter Foundation», зібрав невеликий натовп прихильників і набагато більшу групу контрпротестувальників. Захід пройшов здебільшого мирно, але відбулися сутички між двома групами та кілька арештів. У травні 2021 року подібний мітинг, організований тією ж групою в Ролі, штат Північна Кароліна, було скасовано через низьку явку та побоювання щодо можливого насильства. Контрпротест, організований місцевими антифашистськими групами, все-таки відбувся, але також мав відносно невелику явку.

### Використання

###### Kanye West
3 жовтня 2022 року під час показу мод Yeezy SZN 9 у Парижі Каньє Вест одягнув сорочку з написом «WHITE LIVES MATTER»  , названий Forbes суперечливим кроком. Спереду на сорочках зображено папу Івана Павла ІІ із написом «Хуан Пабло ІІ» Консервативний коментатор Кендес Овенс сфотографувалася з Вестом у відповідній сорочці з гаслом. Він пояснив свій вибір так: «У певний момент мені здалося, що я бачу білих людей у футболках з написом «Життя чорних важливі», ніби вони роблять мені таку послугу, маючи футболку, яка нагадує мені, що моя життя мало значення. Ніби я цього ще не знав. Тож я подумав повернути послугу й дати знати білим людям, що ваше життя теж має значення»

### Роттердам

###### Передвиборчі плакати
Під час голландських муніципальних виборів 2022 року в Роттердамі наклейки з неперекладеною фразою або «зрадник» (нід. landverrader) були розміщені на передвиборчих плакатах партій 50Plus, DENK, GroenLinks і PvdA. Вони зробили спільну заяву та подали заяви про злочин до поліції, яка провела розслідування. Лідери національної партії Ліліан Плумен (PvdA) і Джессі Клавер (GroenLinks) дистанціювались від текстів. Наклейки посилалися на групу Telegram, названу на честь фрази, яка розповсюдила інші наклейки в інших місцях, у тому числі одну, яка стверджувала, що «Расове змішання є геноцидом білих».

###### Проекція мосту
У новорічну ніч 2022-2023 років цю неперекладену фразу було спроектовано на міст Еразма, серед інших расистських гасел, зокрема «Чотирнадцять слів» і «чорний піт не зробив нічого поганого» (нід. zwarte piet deed niets verkeerd, [sic]). Поліція вважає, що це було зроблено з човна. Прокуратура розпочала розслідування. 

### Всесвітній день корінних народів
Зростаюча кількість білих націоналістичних груп у всьому світі щорічно проводить активну акцію «Життя білих мають значення», яка збігається з Міжнародним днем корінних народів світу, який відзначають 9 серпня щороку, визначений Організацією Об’єднаних Націй. Британська Патріотична Альтернатива та Новозеландська Дія Зеландія зробили це.

## Фінансування
Незрозуміло, чи рух «Життя білих важливі» в цілому має централізовану структуру фінансування чи систему фінансової підтримки. Повідомляється, що мітинг «Об'єднайте правих» у Шарлоттсвіллі, штат Вірджинія, отримав фінансування від низки ультраправих організацій та окремих осіб.  Тим не менш, точно не зрозуміло, яка організація та особа фінансували заходи руху. Групи білих націоналістів і білих расистів, як правило, покладаються на низовий збір коштів, краудфандинг та індивідуальні пожертви прихильників для фінансування своєї діяльності.

### Залучення до ЗМІ
Рух «Життя білих важливі» отримав певне висвітлення в засобах масової інформації, але багато з них було критичним і зосередженим на зв’язках руху з білим націоналізмом і перевагою білої раси.  Деякі ультраправі та білі націоналістичні ЗМІ доброзичливо висвітлювали рух. Рух також намагався використовувати платформи соціальних мереж, щоб поширити своє повідомлення та отримати підтримку. Платформи соціальних мереж вжили заходів для видалення вмісту, який пропагує ворожнечу, включно з контентом, пов’язаним з рухом «Життя білих важливі». Деякі учасники руху використовували соціальні мережі для організації мітингів і заходів, а також для просування своєї ідеології. В останні роки соціальні медіа-платформи, такі як Facebook, Twitter (X) і YouTube, вжили заходів для видалення вмісту, який пропагує ворожнечу, включно з контентом, пов’язаним з рухом «Життя білих мають значення». У Facebook є сторінки з такою ж назвою, які були активними, але не мали чітких планів щодо руху «Життя білих» чи його мети. Через це руху було складніше охопити ширшу аудиторію через ці канали.

## Нині
Станом на 2023 рік рух «White Lives Matter» продовжує існувати, але рівень його активності та видимості з часом змінювався. У деяких випадках окремі особи або групи, пов’язані з рухом, організовували протести чи мітинги, але ці події часто зустрічалися контрпротестами і не привертали великої кількості учасників. Це пояснюється тим, що WLM асоціюється з кількома суперечками через його зв’язки з білими ідеологіями та групами переваги білої раси. Використання фрази «White Lives Matter» було піддане критиці прихильниками антирасизму, які стверджують, що ця фраза використовується для підриву руху Black Lives Matter та інших спроб просування расової справедливості та рівності, які, як вважають, пропагують насильство, дискримінація та нерівність.
У деяких випадках рух намагався скористатися поточними подіями чи проблемами, щоб привернути увагу та підтримку. Наприклад, після вбивства поліцейським Джорджа Флойда у 2020 році деякі особи, пов’язані з рухом «Життя білих важливі», намагалися кооптувати мову та символи руху «Життя чорних мають значення» для просування власної програми. Однак ця спроба була широко розкритикована і не набула особливого поширення.